# Chirurgia della mammella
Per  chirurgia della mammella (o chirurgia senologica) si intende il trattamento chirurgico di alcune malattie della mammella. Trova il suo campo di applicazione in particolare nella terapia del cancro mammario e in campo plastico-ricostruttivo.

## Chirurgia oncologica
La chirurgia oncologica rappresenta uno dei pilastri della terapia del cancro mammario. La storia degli interventi sulla mammella, conosciuti fin dall'antichità, è stata contrassegnata da varie tappe coincidenti con l'evoluzione delle conoscenze mediche e con alcune importanti scoperte in questo campo. Ciò ha consentito, dopo millenni, di giungere nel corso dell'ultimo secolo a una tipologia di interventi che nel massimo rispetto dell'integrità fisica offrano alla donna una concreta possibilità di guarigione.

Dal punto di vista oncologico riveste particolare importanza la struttura linfatica della mammella, che segue un percorso analogo a quello del sistema venoso, in quanto è noto che la diffusione metastatica del cancro segue principalmente questa via.

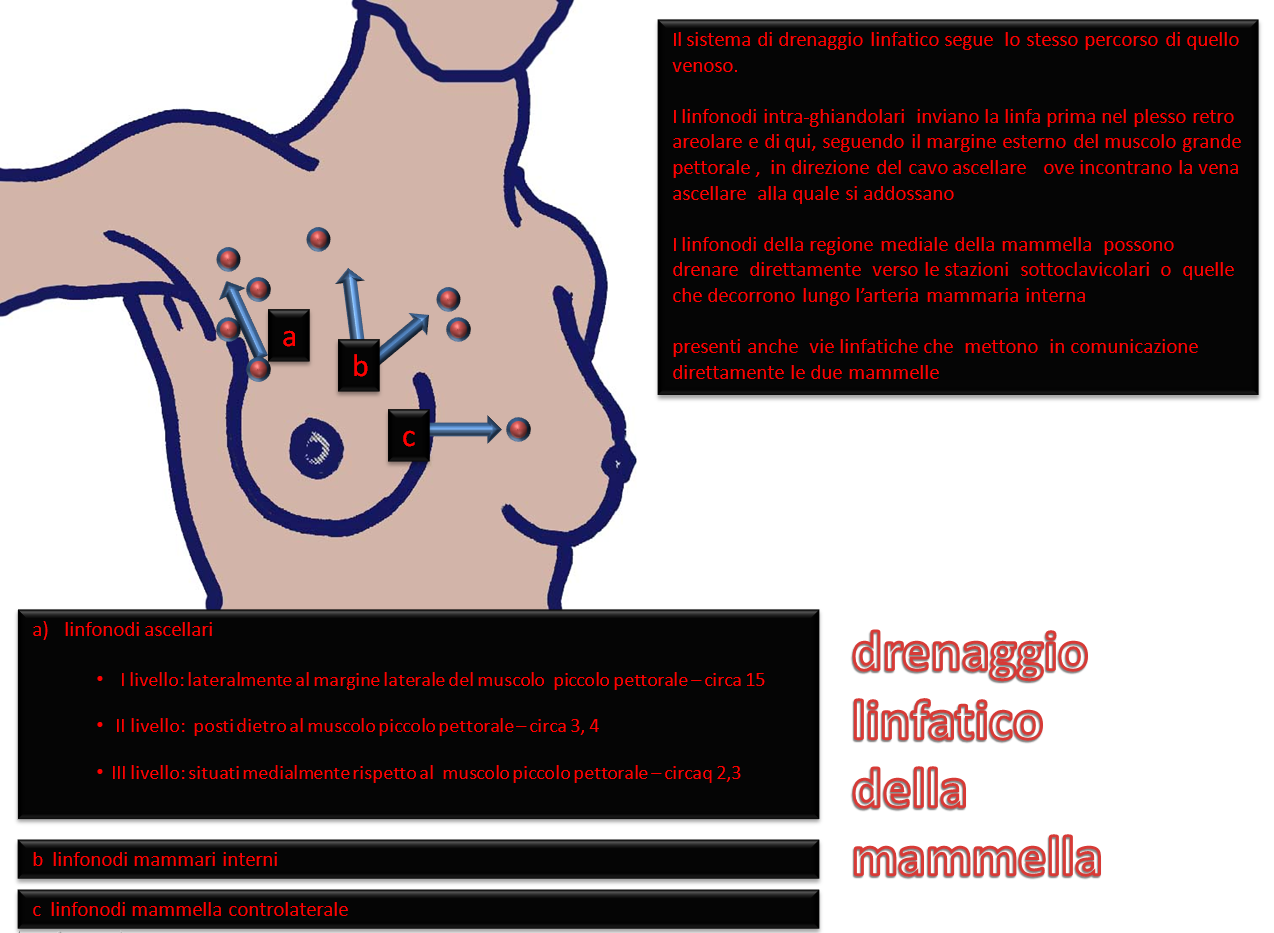
Mammella: drenaggio linfatico

### Storia naturale della malattia
Ancora ai principi del '900 si riteneva che il cancro della mammella fosse una malattia a carattere prevalentemente distrettuale che solo nelle fasi avanzate della malattia diventava generale per diffusione periferica delle metastasi. A questo periodo risalgono i lavori di William Stewart Halsted (1852-1922) che nel 1894 pubblicò i risultati ottenuti con un intervento di mastectomia radicale, consistente nella asportazione in blocco della mammella, dei muscoli grande e piccolo pettorale sui quali poggia e dei linfonodi presenti nel cavo ascellare omolaterale. Questa tecnica pur molto demolitiva, in un'epoca in cui la malattia veniva svelata solo a seguito dell'esplodere della evidenza clinica, appariva razionale, e opportuna a garantire l'asportazione completa del tumore e delle sue vie di diffusione prima che avesse il tempo di estendersi a tutto l'organismo.
Negli ultimi decenni invece, di pari passo con i grandi progressi che sono stati fatti nel campo della diagnostica strumentale, si è andata sempre più affermando la ipotesi che il cancro è una malattia generale fin dal suo esordio in quanto precocemente capace di produrre micro metastasi.
Di conseguenza, in presenza di una malattia già estesa, non ha più senso un intervento solo distrettuale peraltro gravemente mutilante mentre appare giustificata un'operazione di bonifica che si limiti ad asportare il tumore localmente ma che venga associata e integrata con adeguate terapie adiuvanti (chemioterapia, ormonoterapia, immunoterapia, radioterapia, ecc.) capaci di combattere le metastasi sistemiche.
Rafforza inoltre il concetto che la precocità della diagnosi è essenziale perché permette di asportare tumori piccoli e quindi capaci di produrre metastasi in numero più limitato rispetto alla potenzialità delle neoplasie più voluminose. 

### Diagnostica e stadiazione
In chirurgia oncologica e soprattutto in quella mammaria la scelta dell'intervento è subordinata allo stadio in cui la malattia viene diagnosticata.
Fino a qualche tempo fa la diagnostica era quasi esclusivamente clinica ossia basata su alcuni sintomi e soprattutto segni chiaramente riscontrabili all'ispezione e alla palpazione della mammella. Questi segni, puntualmente elencati nei trattati di senologia sono: tumefazione mammaria, cute a buccia d'arancia o infossata o ulcerata, deviazione o retrazione del capezzolo, emorragia dai dotti galattofori, ecc. e rappresentano la manifestazione evidente con la quale la malattia, proprio in quanto in fase avanzata, dà segno di sé. Sono le situazioni, fortunatamente sempre più rare, in cui rimane l'indicazione chirurgica a una terapia molto aggressiva che, pur associata a terapie mediche, spesso non riesce a modificare una prognosi comunque severa.
Oggi invece si è affermato il concetto di diagnosi pre-clinica intesa come capacità di svelare il tumore prima che si renda evidente con manifestazioni visibili. In questi casi non solo è possibile una chirurgia poco o niente affatto demolitiva, ma aumentano in modo significativo le percentuali di sopravvivenza e di guarigione. A ciò si è giunti per vari motivi.
Campagne di informazione e screening
Campagne di informazione mirate hanno contribuito a estendere in modo capillare la partecipazione delle donne agli screening del cancro della mammella. Importanti gruppi di studio finalizzato alla lotta contro i tumori, come nel caso specifico della FONCAM (Forza Operativa Nazionale contro il Cancro Mammario), hanno predisposto adeguati protocolli che, individuando le ‘popolazioni bersaglio' (donne di età maggiore di 40 anni o situazioni a rischio quali la nulliparità, l'obesità, il menarca precoce, ecc.) prevedono per queste fasce a rischio una serie di indagini che vanno dall'autoesame della mammella alla visita specialistica, a varie indagini strumentali.
Progresso della diagnostica strumentale
L'indagine mammografica è stata affiancata utilmente da quella ecografica e l'avvento di apparecchiature sempre più evolute consente di svelare neoplasie della grandezza di pochi millimetri e quindi in fase veramente iniziale.
Protocolli diagnostici
Fondamentali nell'elaborazione dei vari percorsi anche terapeutici prevedono una serie di passaggi obbligati. Si incomincia con le comuni indagini cliniche e strumentali che nei casi dubbi o positivi vengono seguiti da ulteriori esami: citologici (su cellule prelevate mediante ago-aspirato) o istologici (su frammenti di tessuto prelevato mediante biopsia). Questi prelievi effettuati su lesioni a volte di pochi mm e interni alla ghiandola sono resi possibili perché ‘guidati’ ecograficamente o radiograficamente da evolute apparecchiature finalizzate a questo scopo quale, ad esempio, il Mammotome o il sistema "Vacora".
Classificazione e stadiazione della malattia

Per classificazione si intende l'individuazione di categorie predeterminate in cui è possibile inserire la neoplasia. Una delle più note e seguite è la classificazione TNM clinica (categoria al momento della diagnosi o in determinati momenti successivi alle terapie) o patologica (categoria al momento dell'intervento chirurgico come appare quindi all'operatore e soprattutto all'anatomo patologo che esegue gli esami microscopici estemporaneamente) acronimo di Tumor Node Metastasis.

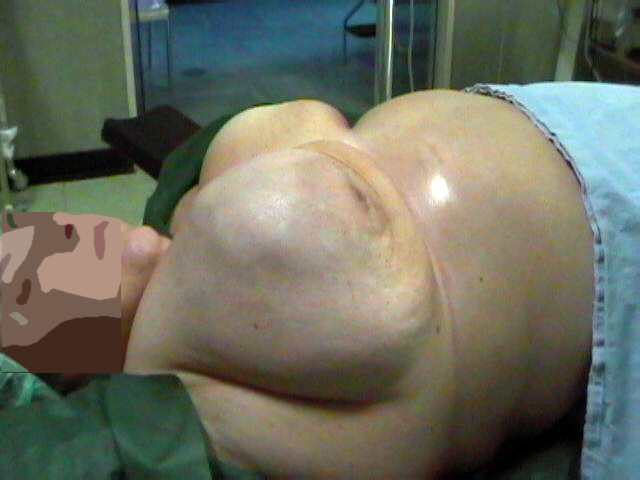
Voluminoso cancro della mammella

Prevede un gran numero di classi caratterizzate da valori diversi di:
- T che contraddistingue il tumore primitivo la cui grandezza e natura è espressa dal valore che lo accompagna (X – 0 – IS - 1mic, 1a, 1b, 1c, 1d – 2 – 3 - 4a, 4b, 4c, 4d). TX o T0 indicano un tumore non definibile o non evidenziabile, T1c un tumore di dimensione fino a 2 cm per arrivare progressivamente a T4b tumore di qualunque grandezza ma già aderente alla cute in cui ha determinato un infossamento o la buccia d'arancio fino a T4d che indica un carcinoma infiammatorio.
- N che indica se, e in che misura, i linfonodi della mammella sono interessati dalla neoplasia. Anche i valori che accompagnano N sono diversi (X – 0 – 1a – 1b1, 1b2, 1b3, 1b4 – 2 – 3) e indicano da N0, assenza di metastasi a N3 quando vi è coinvolgimento metastatico dei linfonodi appartenenti alla catena mammaria interna omolaterale (N3).
- M che si riferisce alla presenza di eventuali metastasi. MX indica impossibilità di accertare la presenza di metastasi distanti, M0 le esclude, M1 le individua in organi distanti.

Qualche esempio:
- T1c N0 M0 patologico indicherà un tumore della dimensione tra 1 e 2 cm senza coinvolgimento metastatico dei linfonodi locali e senza metastasi presenti in organi distanti.
- T4b N2 M0 indicherà un tumore già aderente alla cute con metastasi presenti nei linfonodi ascellari fissi tra loro e senza metastasi periferiche.
- T1a N0 M1 indicherà neoplasia inferiore a 0,5 cm, senza coinvolgimento linfatico locale ma con metastasi presenti in organi distanti.

Questo gran numero di classi e sottoclassi rende quindi agevole la tipizzazione di un cancro. Ciò è utile perché consente di inserirlo con precisione nel protocollo terapeutico più opportuno per quel ‘tipo’ di cancro, perché lo identifica in modo univoco e universale, perché consente a sanitari e a strutture anche diverse di monitorarne l'evoluzione.
Motivi pratici ed esigenze di più facile comprensione hanno indotto a semplificare il sistema TNM scegliendo le classi più omogenee e accorpandole in modo da ricondurle soltanto a 4 gruppi o stadi, sia pure comprendenti alcune sottocategorie:
- Stadio 0
  - Tis N0 M0
- Stadio I
  - T1 N0 M0
- Stadio IIA
  - T0 N1 M0 oppure
  - T1 N1 M0 oppure
  - T2 N0 M0
- Stadio IIB
  - T2 N1 M0 oppure
  - T3 N0 M0
- Stadio IIIA
  - T0 N2 M0 oppure
  - T1 N2 M0 oppure
  - T2 N2 M0 oppure
  - T3 N*  M0  (*n1 o n2)
- Stadio IIIB
  - T4 N*  M0 (* con ogni stato di interessamento di N) oppure
  - T*  N3 M0 (* indica ogni stato di T)
- Stadio IV
  - T*  N*  M1  (* con ogni tipo di T e ogni tipo di N)

La stadiazione  permette l'impostazione della terapia più idonea e una valutazione statistica obiettiva dell'evoluzione prognostica. Il cancro mammario è ormai studiato da molti decenni e la gran massa di dati raccolti ha consentito di elaborare stime attendibili per quanto riguarda il destino delle pazienti che ne sono affette. È possibile rilevare che questa malattia, prima causa di mortalità per neoplasie nella donna,  quando trattata in fase pre-clinica ha un tasso di sopravvivenza a 5 e 10 anni altissimo, fino al 95%-98%. Al contrario, allo stadio IV, la percentuale si abbassa drammaticamente sotto il 5%. 
Ma la stadiazione ha anche altri vantaggi:
- sottrae una decisione difficile, quella di dover scegliere un intervento che può essere più o meno invasivo e mutilante, al rapporto empatico tra chirurgo e paziente;
- rappresenta una base di discussione obiettiva e accettabile da parte della paziente che comprensibilmente tende a rifiutare un intervento mutilante;
- rende univoca la scelta terapeutica prevista per quella determinata situazione prescindendo dal chirurgo, dalla struttura e dal paese in cui viene eseguito l'intervento. Fatta salva naturalmente la professionalità dell'operatore e la qualità del servizio offerto che può essere variabile.

Protocolli terapeutici
La classificazione e stadiazione della neoplasia, insieme con altre valutazioni di carattere generale, consente l'elaborazione dei protocolli terapeutici che indicano il tipo di intervento più adatto e le terapie adiuvanti e/o neoadiuvanti da associare eventualmente.

### Terapia chirurgica e medica
Le attuali vedute in tema di terapia chirurgica del cancro mammario prevedono, in generale, che i tumori svelati in fase iniziale e quindi piccoli possano essere trattati con interventi conservativi lasciando le mastectomie, più destruenti, alle neoplasie estese caratteristiche delle diagnosi tardive. Occorre sottolineare, essendo la prognosi direttamente legata alla stadiazione della malattia, che le donne che beneficeranno degli interventi meno mutilanti avranno anche maggiori probabilità di sopravvivenza, mentre le altre non solo subiranno interventi più pesanti, ma avranno una prognosi peggiore.
Le linee guida del trattamento chirurgico del cancro della mammella prevedono una serie di interventi inquadrati rigidamente in protocolli. Segue un elenco delle tecniche più usuali.
Biopsia mammaria e tumorectomia
La biopsia consiste nell'asportazione di frustoli di tessuto. Essa può essere incisionale se si limita ad asportare una piccola parte di un tumore più voluminoso o escissionale quando asporta in blocco tutta la neoplasia. Alla biopsia va sempre associato l'esame istologico che può essere estemporaneo se il patologo prepara al microtomo congelatore il pezzo anatomico esaminandolo appena gli viene inviato dal chirurgo o differito quando lo esamina in un secondo momento rispetto all'intervento. 
La tumorectomia consiste nella asportazione del tessuto mammario limitatamente al tumore, con o senza la cute che lo ricopre. È un intervento terapeutico vero e proprio che trova indicazione per forme tumorali benigne o per particolari forme tumorali maligne molto limitate. Si distingue dalla biopsia escissionale perché mentre questa è un intervento finalizzato alla diagnosi nel caso della tumorectomia si tratta di un intervento finalizzato alla terapia.
Tumorectomia allargata
Corrisponde all'escissione della parte di ghiandola mammaria contenente il tumore insieme con almeno un centimetro di parenchima sano circostante. È un intervento che viene praticato per neoplasie molto piccole. Quando esse non sono palpabili il chirurgo per individuarle segue il percorso di un repere metallico introdotto in precedenza sotto guida ecografica o stereotassica. Perché si abbia la certezza di aver effettuato l'exeresi completa della zona malata il pezzo anatomico viene sottoposto a un controllo radiografico che permette la comparazione immediata dell'area asportata (tessuto attorno al repere metallico) con quella riconoscibile nel radiogramma praticato prima dell'intervento.
Quadrantectomia
Intervento proposto da Umberto Veronesi dell'I.T.M. per gli stadi iniziali. 
Per quadrantectomia si intende l'asportazione di un pezzo di ghiandola mammaria con la cute soprastante e la sottostante fascia del muscolo grande pettorale. Nelle mammelle piccole l'exeresi può coincidere con uno dei quattro quadranti in cui anatomicamente si divide la mammella. In quelle più voluminose corrisponde all'asportazione di uno spicchio di mammella. È un intervento limitato che dà ottimi risultati estetici paragonabili a quelli di una mastoplastica riduttiva tanto da richiedere, spesso, il rimodellamento del seno contro-laterale diventato asimmetrico rispetto a quello operato.
Mastectomia

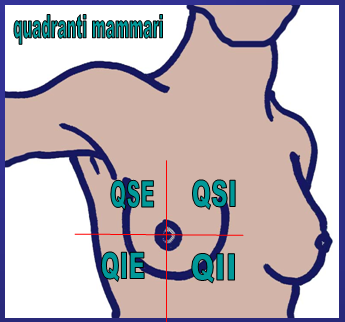
Mammella divisa in quadranti

Ne esistono alcune varianti. Per mastectomia radicale si intende l'asportazione completa della mammella insieme con i muscoli grande e piccolo pettorale e all'exeresi della catena linfatica ascellare fino al III livello.
Terapia adiuvante e neoadiuvante
La terapia chirurgica rappresenta il momento principale ma non unico del percorso terapeutico. A essa, e in base a una serie di ulteriori valutazioni, possono essere associate altre terapie, dette adiuvanti (di tipo endocrino, chemioterapico, radioterapico) che aiutano l'organismo a combattere le probabili micrometastasi già presenti all'atto dell'intervento chirurgico. L'opportunità e il tipo di terapia adiuvante vengono valutati in base allo stato di coinvolgimento dei linfonodi (invasi o no) allo studio dei recettori ormonali, all'età e allo stato menopausale della donna.
Un caso a parte è rappresentato dai tumori in fase particolarmente avanzata e corrispondenti allo stadio IV, che erano molto frequenti per il passato ma che capita ancora oggi di vedere. In questi casi è opportuno sottoporre la paziente ad alcuni cicli di chemioterapia o radioterapia finalizzata a ridurre la massa tumorale e quindi solo in un secondo momento, se il caso, alla mastectomia radicale. La terapia che precede l'intervento viene detta terapia neoadiuvante.

## Chirurgia plastica e ricostruttiva
La chirurgia plastica ha come finalità quella di porre rimedio ad alcuni difetti del seno quali la:
- ipertrofia: ingrossamento di una o entrambe le mammelle. Viene corretta con interventi di mastoplastica riduttiva ossia di asportazione di parte della ghiandola e della cute eccedente in modo da ottenere il volume desiderato seguita dal riposizionamento dell'areola e del capezzolo;
- ptosi: abbassamento. Si avvale di tecniche di mastopessi atte a riportare la mammella in posizione alta con riposizionamento del complesso areola-capezzolo;
- ipoplasia: mancato sviluppo di una o tutte e due le mammelle. In questi casi si ricorre agli interventi di mastoplastica additiva basati sull'inserimento di protesi mammarie (contenenti gel di silicone) di volume, forma e profilo adeguati;
- ipotrofia: perdita del tono e del volume di una o entrambe le mammelle conseguente a cause varie: gravidanza, allattamento, vecchiaia, dimagrimento). Si corregge con interventi di mastopessi associata a mastoplastica additiva.

Questa chirurgia, che nella maggior parte dei casi risponde a richieste di natura puramente estetica, è per questo conosciuta anche come chirurgia estetica.
La chirurgia ricostruttiva viene invece impiegata per ricostruire la mammella quando per patologie neoplastiche sia stato necessario asportarla o quando essa sia stata distrutta da eventi traumatici.
In generale la prima fase prevede la ricostruzione della massa mammaria cui, a distanza di tempo, segue la ricostruzione del complesso areola-capezzolo. La scelta della tecnica chirurgica dipende da diversi fattori tra cui importanti: l'età, il grado di motivazione della paziente e nel caso di esiti di asportazione per cancro l'entità della mutilazione e lo stadio attuale della malattia.
Occorre sottolineare l'importanza di un approccio corretto dal punto di vista etico e psicologico alla malata oncologica. Lo specialista, nella programmazione dell'iter terapeutico, che potrebbe prevedere anche la mastectomia totale, e che deve essere esaurientemente esposto e spiegato alla donna, avrà l'accortezza di inserire il momento ricostruttivo come conclusione possibile se non naturale del percorso chirurgico.
In questo modo otterrà dalla paziente un consenso informato più convinto ma soprattutto l'aiuterà a superare il trauma, psicologico ancor prima che fisico, della mutilazione che si appresta a subire.
La modalità e i tempi della ricostruzione sono essenzialmente legati al tipo e all'entità della perdita: 
- Quadrantectomia: rappresenta una sorta di mastoplastica riduttiva per cui necessita solo di qualche semplice accorgimento tecnico in fase di chiusura della ferita. Piuttosto la riduzione volumetrica della mammella operata crea un'asimmetria di posizione e forma rispetto alla mammella contro-laterale che spesso va rimodellata in tempi successivi.Intervento di quadrantectomia per carcinoma mammario

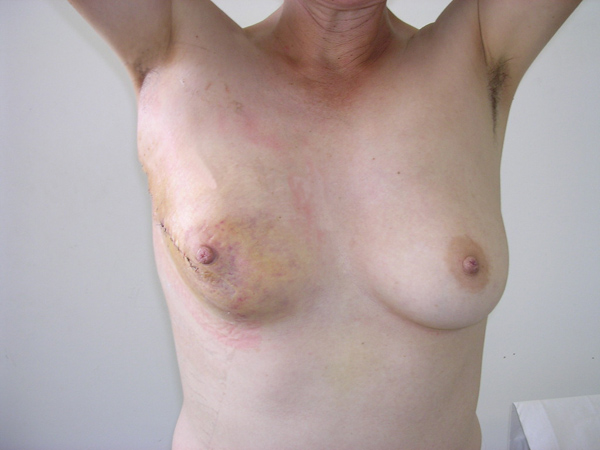
Intervento di quadrantectomia per carcinoma mammario

- Mastectomia sottocutanea: comporta l'asportazione della ghiandola mammaria con conservazione del piano muscolare e cutaneo. È l'intervento ideale una ricostruzione mammaria che viene effettuata con il posizionamento immediato di una protesi.
- Mastectomia radicale secondo Halsted: comporta una grave mutilazione per la perdita, oltre che della mammella, soprattutto dei due muscoli pettorali. Ciò rende impossibile inserire una protesi e richiede una ricostruzione vera e propria che si ottiene facendo ricorso a cospicui lembi muscolo-cutanei, porzioni di muscolo (retto addominale o gran dorsale) ricoperto di cute e fornito di peduncolo vascolare che vengono trasferiti dalla loro sede originaria.
- Mastectomia radicale modificata secondo Patey o Madden: queste mastectomie rispetto alla precedente conservano in parte o in toto il piano muscolare. Si prestano, in particolare la Madden, al posizionamento immediato, al di sotto del grande pettorale, di un espansore cutaneo che sarà progressivamente gonfiato contribuendo a creare uno spazio in cui, una volta rimosso l'espansore, potrà essere inserita una protesi definitiva.

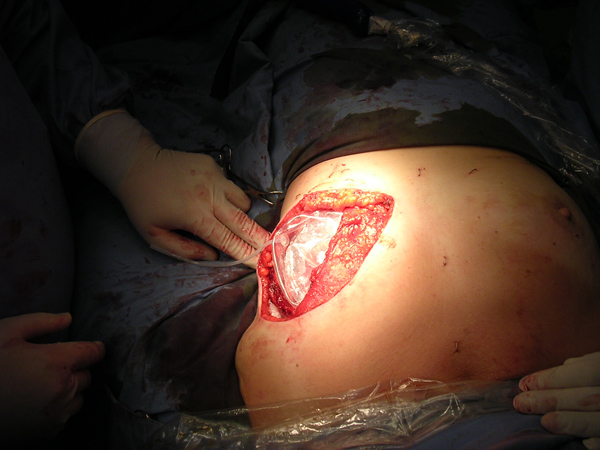
Inserimento di espansore cutaneo dopo intervento di Madden

Una volta ricostruita la mammella, a distanza di tempo, si ricostruisce anche l'areola e il capezzolo. A questo scopo è possibile utilizzare parte delle strutture analoghe contro-laterali o aree di tessuto prelevato in altre zone del corpo (piega inguinale, radice della coscia, grandi labbra).